# Peter Franz Miller
Peter Franz Miller (in der Taufmatrik Peter Franziscus Möller geschrieben; am 2. April 1745 in Schluckenau/Nordböhmen getauft; † 1823) war ein böhmischer Lehrer, Kantor, Komponist und Autor.

## Leben
Als Kind armer Webersleute lernte er bei seinem Vater das Weberhandwerk. Nach beendeter Lehrzeit wanderte er aus seiner Heimatstadt in das benachbarte sächsische Dorf Sohland an der Spree und verdingte sich als Geselle bei einem dortigen Webermeister. Im Haus des Meisters verkehrte der Sohlander Schulmeister Küchler, welchem die außerordentliche Begabung Millers auffiel. Dieser erklärte dem jungen Miller, dass er das Talent zu einem Lehrer habe und begann mit Zustimmung des Meisters, ihm Unterricht zu erteilen. Miller lernte schnell. Als beim Amtmann von Schluckenau, Schwab, der Namenstag herannahte, forderte Küchler seinen Schüler auf, ein Glückwunschschreiben zu diesem Anlass zu verfassen, was Miller auch tat. Der Amtmann war von Millers Darbietung des Textes und dessen Inhalt so beeindruckt, dass er Miller anbot, künftig seine Tochter und zwei Pflegekinder im Lesen, Schreiben und Rechnen zu unterrichten. Miller nahm das Angebot an. Beim Lesenüben mit seinen Schülerinnen ersetzte Miller die damals noch gebräuchliche Buchstabiermethode durch die Lautiermethode. Diese war im 16. Jahrhundert von Valentin Ickelsamer erfunden worden, war aber weithin unbekannt geblieben und setzte sich im deutschen Sprachraum erst im Laufe des 19. Jahrhunderts durch. Beim Klavierunterricht, den die Kinder erhielten, schaute Miller interessiert zu, erbat sich vom Amtmann, selbst üben zu dürfen. In kurzer Zeit hatte er nicht nur das Klavierspielen erlernt, sondern er war auch in der Lage, Orgel zu spielen, was er beim sonntäglichen Gottesdienst auch tat. Millers Begabungen sprachen sich bei den städtischen Beamten herum, und so kam es zur Errichtung einer Privat-Mädchenschule, deren Leiter er wurde. Nun holte Miller, der bis dahin keinerlei Zeugnisse besaß, in Leitmeritz die Lehrerprüfung nach. Nunmehr wurde Miller Lehrer der Knaben- und Oberklassen der Stadtschule Schluckenau. Miller genoss die Gunst seines Leitmeritzer Bischofs Ferdinand Kindermann von Schulstein, der sich einen Namen als Schulreformer und -förderer gemacht hatte. Miller wurde auf Grund seines Könnens Kantor an der Stadtkirche St. Wenzel, nachdem 1789 der Vorgängerkantor gestorben war.
Miller fand Zeit, seine pädagogischen und Lebenserfahrungen in Schul- und Lehrbüchern nieder zuschreiben, die teils in mehreren Auflagen erschienen. Einige der Bücher erschienen auch in böhmischer und ungarischer Sprache. Miller trat auch als Dichter und Komponist von Kirchenliedern hervor. Die bekannteste unter den Kirchenkompositionen ist das „Es ist vollbracht“ für 4-stimmigen gemischten Chor, Orgel und 4 Posaunen.
Miller starb am 7. Februar 1823 während einer Unterrichtsstunde. Er wurde auf dem die Schluckenauer Kirche umgebenden Friedhof beigesetzt. Miller war zweimal verheiratet. Er besaß nur weibliche Nachkommen.
Ehemalige Schüler setzten ihm einen Grabstein und ließen folgenden Text unterhalb der persönlichen Daten des Verstorbenen auf diesem einmeißeln: „Glänzen werden die Lehrer wie Sterne am nächtlichen Himmel. Dan 13.3. Sei dieß göttliche Wort auch an dem Guten erfüllt! Von seinen Schülern gewidmet.“ – Nach der Auflassung des Grabes wurde der Stein um einige Meter versetzt und steht heute als Gedenkstein in der Nähe des Haupteinganges der Kirche. Der Kulturverband der Deutschen in Schluckenau ließ das Denkmal renovieren und stellte es am 22. August 2017 wieder der Öffentlichkeit vor. – Folgerichtig fand der verdiente Sohn Schluckenaus auch eine Erwähnung im Lexikon zur Geschichte der Böhmischen Länder.

## Publikationen
- Warnung für die unerfahrene Jugend, oder Sammlung von 257 Unglücksgeschichten aus dem Buche der Erfahrung. Prag 1811, dritte Auflage
- Ruf zur Nachahmung guter Kinder, oder 100 Charakterzüge kindlicher Tugend. Buchler, Prag 1803.
- Der deutsche Archimedes. Eine Sammlung von 12000 praktischen Rechnungsaufgaben für Schulen und den Hausstand. 1. Teil, Bautzen 1805, 2. Teil Bautzen 1810, 3. Teil Bautzen 1811.
- Feuerbüchlein, enthaltend 156 wahre Geschichten von Feuersbrünsten. Prag 1819.
- Sittenlehren in Sprichwörtern zum Diktieren. Bautzen 1821.
- Schulfibel. (Unvollendet gebliebenes Manuskript).